# Go-Motion
Go-Motion ist eine Trickfilmtechnik, die Anfang der 1980er Jahre entstand und eine Abwandlung der Stop-Motion-Technik darstellt.
Bei Stop-Motion-Animationen werden Gegenstände animiert, indem sie für jedes neue Bild geringfügig verändert werden; dabei wird für jedes Bild im Film eine Einstellung fotografiert. Die endgültige Sequenz verliert jedoch dabei ihre natürliche Bewegungsunschärfe, wodurch die Animationen beim Abspielen des Films ruckartig erscheinen können.
Um die nötige Unschärfewirkung zu erzeugen, werden daher beim Go-Motion-Verfahren die Objekte durch computergesteuerte Motoren bewegt, während der Kameraverschluss geöffnet ist. So wirken die beweglichen Teile auf natürliche Weise leicht unscharf.

## Geschichte
Verantwortlich für die Entwicklung war Phil Tippett, der damals für Industrial Light & Magic als Experte für visuelle Effekte tätig war. Die computergesteuerte Apparatur dazu wurde von Stuart Ziff entwickelt, der ebenfalls bei ILM tätig war. Erstmals zum Einsatz kam die Go-Motion-Technik 1983 für die Allterrain-Scouttransporter (AT-STs) im Film Star Wars – Die Rückkehr der Jedi-Ritter (1983 erschienen).